# 趙璧 (弘治進士)
趙璧（1459年—？），字國珍，廣東廣州府东莞县人，軍籍，明朝政治人物。

## 生平
成化二十二年（1486年）丙午科廣東鄉試第七十三名舉人。丁未登乙榜，署广西融县教谕。弘治八年（1495年）乙卯典试云贵。寻以外艰归，服阕，弘治十二年（1499年）中式己未科會試第一百八十名，三甲第一百五十八名進士。给假歸省，起授南京户部主事，有廉能声，曾上《驭阉疏》，朝野稱贊，丁内艰归，哀毁而卒。正德六年，廷议叙用，因刘瑾去官者，加工部都水司员外郎，祀广西融县名宦祠。

## 家族
曾祖趙勝祐；祖趙鐸；父趙愈厚。母袁氏。慈侍下。弟瑾、珍、瓒。